# وانو سیرادغیان
وانو سیرادغیان (ارمنی: Վանո Սմբատի Սիրադեղյան؛ ۱۳ نوامبر ۱۹۴۶ - ۱۵ اکتبر ۲۰۲۱) یک سیاست‌مدار و نویسنده اهل ارمنستان بود که از تاریخ ۱۹۹۲ تا ۱۹۹۶ تاریخ در دولت خسرو هاروتیونیان و دولت هراند باگراتیان سمت وزیر امور داخلی ارمنستان را برعهده داشت. وی در بین سال‌های ۱۹۹۶ تا ۱۹۹۸ میلادی شهردار ایروان بود. سیرادغیان همچنین نماینده دوره‌های اول و دوم مجلس ملی جمهوری ارمنستان بوده است.

## زندگی‌نامه
وی در سال ۱۹۴۶ در روستای کوتی (شمالغربی ارمنستان در نقطه مرزی با جمهوری آذربایجان) در استان تاووش به دنیا آمد و از دانشگاه دولتی ایروان فارغ‌التحصیل شد. وی در بین سال‌های ۱۹۶۶ تا ۱۹۶۹ در ارتش سرخ خدمت نمود و در سال ۱۹۷۴ پنج پس از ترک ارتش از دانشگاه دولتی ایروان فارغ‌التحصیل شد. در سال ۱۹۸۳ وی نخستین کتاب خویش تحت عنوان «یکشنبه» (Kiraki) به چاپ رساند. وی متأهل و صاحب پنج فرزند بود.